# Caracas Open 1982
Il Caracas Open 1982 è stato un torneo di tennis giocato sul cemento. È stata la 1ª edizione del torneo che fa parte del Volvo Grand Prix 1982. Si è giocato a Caracas in Venezuela dall'8 al 14 febbraio 1982.

## Campioni

### Singolare maschile
Raúl Ramírez ha battuto in finale  Zoltán Kuhárszky con il punteggio di 4–6, 7–6, 6–3

### Doppio maschile
Steve Meister /  Craig Wittus hanno battuto in finale  Eric Fromm /  Cary Leeds con il punteggio di 6–7, 7–6, 6–4